# Dard 120
Dard 120 (fr. "żądło") – francuski granatnik przeciwpancerny zaprojektowany na przełomie lat 70. i 80. roku.

## Historia konstrukcji
Prace nad nowym granatnikiem przeciwpancernym rozpoczęto w Societe Europeenne de Propulsion w 1978 roku. Miał on mieć budowę zbliżoną do już użytkowanego LRAC F1, ale większą przebijalność. Efektem prac był granatnik Dard 90, nazywany też AC 1000. Nie miał on wymaganej przebijalności, dlatego postanowiono zwiększyć kaliber do 95 mm. W 1979 roku prace nad AC 1000 przerwano i rozpoczęto prace nad granatnikiem kalibru 120 mm. Ich efektem był zaprezentowany w 1981 roku granatnik Dard 120 (równocześnie zaprezentowano konkurencyjne granatniki APILAS i Jupiter 300).

## Konstrukcja
Granatnik Dard 120 składa się z dwóch głównych elementów. Pierwszym jest krótka, gładkoprzewodowa  wyrzutnia do której przymocowane jest mechanizm odpalający, celownik optyczny, chwyt pistoletowy. Drugim elementem jest pocisk przeciwpancerny w hermetycznym pojemniku przyłączany do wyrzutni przed strzałem.
Dard 120 ma bezodrzutowo-rakietowy układ miotający. Pocisk jest wyrzucany z wyrzutni przy pomocy ładunku prochowego. Odrzut jest równoważony wyrzuceniem do tyłu przeciwmasy ze sprasowanego tworzywa sztucznego. Po osiągnięciu bezpiecznej odległości od strzelca uruchamia się silnik rakietowy pocisku dzięki któremu utrzymywana jest prędkość marszowa równa 280 m/s. Pocisk jest stabilizowany przy pomocy sześciu skrzydełek które poza stabilizacją aerodynamiczną nadają pociskowi niewielką prędkość obrotową.
Wadą granatnika Dard 120 jest duża masa i wymiaru w położeniu bojowym, ale posiada on w zamian duża przebijalność sięgająca 820 mm dzięki której może zwalczać większość współczesnych czołgów.

## Dane taktyczno-techniczne
- Kaliber: 120 mm
- Masa: 13,4 kg
- Masa pocisku: 4,0 kg
- Długość: 800/1600 mm
- Prędkość początkowa pocisku: 280 m/s
- Donośność: 300 m
- Przebijalność: 820 mm